# トラック&フィールド
トラック&フィールド（英: Track and field）は、陸上競技のうち、トラック競技とフィールド競技を合わせたもののことである。陸上競技場内で完結する陸上競技種目の総称としても置き換えられ、マラソン・駅伝など競技場外でも競技が行われるロードレースは含めない。
日本では学校のクラブ等で、陸上競技部の英語表記として用いられることが多い。なお、陸上競技の正式な英語表記はAthletics（アスレチックス）である。

## 日本のトラック&フィールドの現状
現在のところ日本での代表的選手と言えば為末大、末續慎吾、室伏広治などが知られている。しかしマラソンや駅伝などがテレビ中継されることが多いのに比べて、トラック&フィールドの試合が全国ネットで放送されることは少なく、日本陸上競技選手権大会などごく一部の大会だけである。そのため、世界大会などに出場したり入賞した選手であっても、ファンを除けば一般市民への知名度は少ないこともある。
実際のところ高校や大学で全国大会レベルの活躍をしたり、日本新記録を塗り替えた選手でも社会人になってから実業団で競技生活を続けている選手は少ない。これは実業団のほとんどが「陸上競技部」と称しながら、マラソンや駅伝などを基本とする中長距離しか勧誘しないからである。近年の不況により、成績が振るわないチームの廃部も後を絶たない。昔から日本ではマラソン、駅伝人気が根強い一方で、トラック&フィールドに対する関心がいまひとつ盛り上がらなかった。
また駅伝になれば同じ職場に多くのチームメイトがいて、フルタイムではないながらも仕事をこなしていく姿を見て、実際に士気高揚につながっていると唱える経営者もいるし、大会の応援には社員総動員で開催地へ乗り込むほどの企業もある。
反面、トラック&フィールドでは、一企業に所属する選手も少なく、種目によっては海外遠征や合宿などで殆ど職場に顔を見せられない選手もいる。このような状況では応援する会社側、そして同僚側にも「職場の同僚」という意識は薄くなり、積極的な応援をする気も起きないだろう。全ての企業が当てはまるとは限らないにせよ、社会人になってもなお、一般企業で陸上競技を続けていくには、マラソンや駅伝に直結する中長距離種目選手に比べれば、トラック&フィールドの選手がその企業の理解を得て続けていくのは、なかなか簡単なことではない。
ただ実業団の多くがトラック&フィールドよりマラソンなどを重視せざるを得ない理由として最も有力な考えは経費面での問題となる。特にフィールド種目の場合には用器具の準備や練習場所の確保などが難しい。昨今はフルタイム勤務のあとで練習をする選手もおり、夜間に練習できる陸上競技場やトレーニングセンターを探すことは容易ではない（大体の場合、これらの施設は午後9時頃までに閉鎖される。また夕方5時前後で閉鎖されるものもある）。また様々な種目の選手を採用した場合には当然各分野ごとにコーチなどのスタッフも充実させざるを得なくなり、人件費の面で厳しい。
かつては東京急行電鉄、リッカー、大昭和製紙、八幡製鐵をはじめトラック&フィールドを抱える実業団も存在したが、現在では長距離中心の実業団が大勢を占め、トラック&フィールドも強化している実業団は富士通、スズキ（富士通とスズキは駅伝にも取り組んでいる）、三洋信販などごく一部だけで、大多数の選手は単独の所属かクラブチームなどの所属になる。昨今の特色としてこのクラブチームや専門学校などが全日本実業団対抗陸上競技選手権大会や各地区のそれに出場してくることが多く、実業団システムに代わる新しい形態として注目されている。また単独所属で指導者不在の場合には出身高校や大学で指導を仰ぐ選手も増えてきている。
このような状況を考えるとトラック&フィールドと中長距離種目の置かれている環境は随分と異なる。よってトラック&フィールドの中からマラソンや駅伝を含めた中長距離種目ははずして考えるべきとの声もある。特に箱根駅伝では、近年の駅伝人気に乗じて、トラック&フィールドの強化を疎かにする大学が見られることが危惧されており、主催元の関東学生陸上競技連盟が予選会の成績に関東学生陸上競技対校選手権大会の成績を加味するポイント制を2002年より導入した。実際にこれまで当落線上での逆転劇も見られており、「1年間一生懸命頑張ってきた選手が、投擲や跳躍の成績によって出られないと言うのはおかしい」という反対論は多い。しかし「駅伝さえ強化すればいい」という風潮が結局はトラック&フィールドの軽視にも繋がっていることは否定できず、主催者側も「将来的には英断と言われる」と自負していたとはいえ、苦渋の決断だったとも言えなくはない。
しかしトラック&フィールドが全くだめかと言えばそうではない。前出の為末、末續、室伏のように世界レベルで戦える選手は多い。特に男子のリレー走は世界選手権大会や夏季オリンピックでは決勝の常連になっておりメダル獲得も時間の問題と言われてきた。そして2008年の北京オリンピックで400メートルリレー走が銅メダルを獲得し、日本陸上界の悲願を成し遂げた。
古くは織田幹雄、西田修平、南部忠平、人見絹枝など世界大会でも活躍した選手は多く、日本のトラック&フィールドが弱かったわけではない。ただ昨今の情勢から見るとマラソン、駅伝人気の一方でトラック&フィールドの置かれている環境は決して芳しいものではない。少子化の影響で陸上部のない中学校も増えてきている。また指導者が不在の状況では若い選手の強化もおぼつかない。日本陸連などが様々な改革を生み出していくことが臨まれている。